# Sven Mijnans
Sven Mijnans (Spijkenisse, 9 marzo 2000) è un calciatore olandese, centrocampista dell'AZ Alkmaar.

## Caratteristiche tecniche
È un centrocampista centrale.

## Carriera

### Club
Cresciuto nel settore giovanile dello Sparta Rotterdam, nel 2020 è stato promosso in prima squadra ed ha debuttato disputando l'incontro di Eredivisie perso 2-0 contro il Vitesse del 19 settembre. Il 4 ottobre seguente ha trovato la sua prima rete in occasione del match pareggiato 4-4 contro l'AZ Alkmaar.

### Nazionale
Tra il 2022 ed il 2023 ha giocato complessivamente 4 partite con la nazionale olandese Under-21.

## Statistiche

### Presenze e reti nei club
Statistiche aggiornate al 25 maggio 2025.
| Stagione                | Squadra                 | Campionato              | Campionato | Campionato | Coppe nazionali | Coppe nazionali | Coppe nazionali | Coppe continentali | Coppe continentali | Coppe continentali | Altre coppe | Altre coppe | Altre coppe | Totale | Totale | Totale |
| Stagione                | Squadra                 | Comp                    | Pres       | Reti       | Comp            | Pres            | Reti            | Comp               | Pres               | Reti               | Comp        | Pres        | Reti        | Pres   | Reti   |        |
| ----------------------- | ----------------------- | ----------------------- | ---------- | ---------- | --------------- | --------------- | --------------- | ------------------ | ------------------ | ------------------ | ----------- | ----------- | ----------- | ------ | ------ | ------ |
| 2020-2021               | Sparta Rotterdam        | ED                      | 32         | 2          | CO              | 1               | 0               |                    | -                  | -                  |             | -           | -           | 33     | 2      |        |
| 2021-2022               | Sparta Rotterdam        | ED                      | 30         | 3          | CO              | 2               | 0               |                    | -                  | -                  |             | -           | -           | 32     | 3      |        |
| 2022-gen. 2023          | Sparta Rotterdam        | ED                      | 19         | 3          | CO              | 2               | 0               |                    | -                  | -                  |             | -           | -           | 21     | 3      |        |
| Totale Sparta Rotterdam | Totale Sparta Rotterdam | Totale Sparta Rotterdam | 81         | 8          |                 | 5               | 0               |                    | -                  | -                  |             | -           | -           | 86     | 8      |        |
| gen.-giu. 2023          | AZ Alkmaar              | ED                      | 15         | 4          | CO              | 1               | 0               | UECL               | 6                  | 0                  |             | -           | -           | 22     | 4      |        |
| 2023-2024               | AZ Alkmaar              | ED                      | 30         | 4          | CO              | 1               | 0               | UECL               | 8                  | 2                  |             | -           | -           | 39     | 6      |        |
| 2024-2025               | AZ Alkmaar              | ED                      | 28+2       | 6+0        | CO              | 4               | 1               | UEL                | 10                 | 4                  |             | -           | -           | 44     | 11     |        |
| Totale AZ Alkmaar       | Totale AZ Alkmaar       | Totale AZ Alkmaar       | 75         | 14         |                 | 6               | 1               |                    | 24                 | 6                  |             | -           | -           | 105    | 21     |        |
| Totale carriera         | Totale carriera         | Totale carriera         | 156        | 22         |                 | 11              | 1               |                    | 24                 | 6                  |             | -           | -           | 191    | 29     |        |